# One AT&T Plaza
One AT&T Plaza je kancelářský mrakodrap v americkém Dallasu. Má 37 podlaží a výšku 177 metrů. Výstavba probíhala v letech 1981 - 1984 podle projektu společností HLM Design a JPJ Architects.